# Antoine Vollon
Antoine Vollon (født 23. april 1833 i Lyon, død 27. august 1900 i Paris) var en fransk maler. Han var far til Alexis Vollon.
Den første undervisning fik Vollon på École des Beaux-Arts i Lyon i Frankrig. Derefter rejste han til Paris og blev der elev af Augustin Théodule Ribot.
I forbindelse med den store udstilling i Parisersalonen debuterede Vollon med et stilleben. I sine tidlige værker tematiserede Vollin "blomsterstykker", "køkkeninteriør" eller "søfisk", mens det senere var landskaber, der var hovedvægten i hans værker.